# Nowoawramiwka
Nowoawramiwka (ukr. Новоаврамівка) – wieś na Ukrainie, w obwodzie połtawskim, w rejonie łubieńskim, w hromadzie Chorol. W 2001 liczyła 1064 mieszkańców, spośród których 1027 wskazało jako ojczysty język ukraiński, 32 rosyjski, 3 białoruski, 1 ormiański, a 1 inny.